# Platygaster puccinii
Platygaster puccinii är en stekelart som beskrevs av Vlug 1995. Platygaster puccinii ingår i släktet Platygaster och familjen gallmyggesteklar. Arten är reproducerande i Sverige. Inga underarter finns listade i Catalogue of Life.